# コーリー・ウェイド
コーリー・ナサニエル・ウェイド（英: Cory Nathaniel Wade, 1983年5月28日 - ）は、アメリカ合衆国インディアナ州インディアナポリス出身の元プロ野球選手（投手）。右投右打。

## 略歴

### プロ入りとドジャース時代
2004年のドラフトでロサンゼルス・ドジャースからドラフト10巡目（全体198位）で指名を受け、プロ入り。契約金は4万5000ドルだった。
2007年のシーズン終了後にドジャースの40人ロースターに入った。
2008年4月24日のアリゾナ・ダイヤモンドバックス戦でメジャーデビューを果たした。ルーキーイヤーは55試合に登板して防御率2.27（FIP3.78）だった。
2009年は右肩に違和感を抱えながら過ごし、シーズン途中でAAA級アルバカーキ・アイソトープスへ降格した。
2010年は3月に肩を手術し、メジャーでの登板は0に終わった。

### レイズ傘下時代
2011年はタンパベイ・レイズとマイナー契約を結んだ。AAA級ダーラムで21試合に登板して防御率1.23だったが、レイズの25人ロースターには空きがなく、一定の期日までにメジャー昇格できなかった場合はFAになる条項が契約に含まれていたため、6月12日にレイズはウェイドを解雇した。

### ヤンキース時代
2011年6月13日に、ニューヨーク・ヤンキースとマイナー契約を結んだ。6月15日にDL入りしたラファエル・ソリアーノに代わってメジャーへ昇格。シーズン終了までに40試合に登板し、6勝1敗、防御率2.04（FIP3.76）だった。

### カブス傘下時代
2012年10月17日に、トロント・ブルージェイズへ移籍した。11月20日にDFAとなり40人枠からも外れ、ウェーバー公示された後、AAA級のバッファロー・バイソンズとの契約も断りFAとなった。12月13日にシカゴ・カブスとマイナー契約を結んだ。
2013年はスプリングトレーニングに参加したが、5月6日に放出された。

### レイズ復帰
2013年5月13日にレイズへ復帰。AAA級ダーラムでプレーしていたが、8月28日に放出された。

### メッツ傘下時代
2013年8月31日、ニューヨーク・メッツとマイナー契約で合意。オフの11月5日にFAとなった。

### ロイヤルズ傘下時代
2013年11月22日、カンザスシティ・ロイヤルズにマイナー契約で入団した。
2014年は傘下AAA級オマハ・ストームチェイサーズで開幕を迎えたが、4月22日に自由契約となった。

### 独立リーグ時代
2014年6月に、独立リーグ・アトランティックリーグのランカスター・バーンストーマーズと契約。シーズン終了後に退団し、この年限りで現役を引退した。

### 現役引退後
現役引退後はサンディエゴ・パドレスのスカウトに転身し、その一方で少年野球の指導者を務めている。

## プレースタイル
速球は平均89マイル毎時（平均143.2km/h）程度で、三振を奪う能力は高くはない。大きく曲がる70マイル台中盤のカーブには定評があり、80マイル強のチェンジアップも投げる。
2011年までの通算防御率2.86に対し、投球内容から算出するFIPは3.90であり、1点以上の差が生じている。

## 年度別投手成績
| 年 度     | 球 団     | 登 板 | 先 発 | 完 投 | 完 封 | 無 四 球 | 勝 利 | 敗 戦 | セ 丨 ブ | ホ 丨 ル ド | 勝 率 | 打 者 | 投 球 回 | 被 安 打 | 被 本 塁 打 | 与 四 球 | 敬 遠 | 与 死 球 | 奪 三 振 | 暴 投 | ボ 丨 ク | 失 点 | 自 責 点 | 防 御 率 | W H I P |
| --------- | --------- | ----- | ----- | ----- | ----- | -------- | ----- | ----- | -------- | ----------- | ----- | ----- | -------- | -------- | ----------- | -------- | ----- | -------- | -------- | ----- | -------- | ----- | -------- | -------- | ------- |
| 2008      | LAD       | 55    | 0     | 0     | 0     | 0        | 2     | 1     | 0        | 9           | .667  | 275   | 71.1     | 51       | 7           | 15       | 3     | 4        | 51       | 2     | 0        | 22    | 18       | 2.27     | 0.93    |
| 2009      | LAD       | 27    | 0     | 0     | 0     | 0        | 2     | 3     | 0        | 7           | .400  | 121   | 27.2     | 28       | 3           | 10       | 3     | 1        | 18       | 4     | 0        | 17    | 17       | 5.53     | 1.37    |
| 2011      | NYY       | 40    | 0     | 0     | 0     | 0        | 6     | 1     | 0        | 8           | .857  | 157   | 39.2     | 33       | 5           | 8        | 0     | 0        | 30       | 1     | 0        | 10    | 9        | 2.04     | 1.03    |
| 2012      | NYY       | 39    | 0     | 0     | 0     | 0        | 1     | 1     | 0        | 8           | .500  | 171   | 39.0     | 46       | 8           | 8        | 1     | 1        | 38       | 0     | 0        | 29    | 28       | 6.46     | 1.38    |
| 通算：4年 | 通算：4年 | 161   | 0     | 0     | 0     | 0        | 11    | 6     | 0        | 32          | .647  | 724   | 177.2    | 158      | 23          | 41       | 7     | 6        | 137      | 7     | 0        | 78    | 72       | 3.65     | 1.12    |